# Капрэлян, Рафаил Иванович
Рафаи́л Ива́нович Капрэля́н (22 апреля [5 мая] 1909, Баку — 12 июля 1984, Москва) — Герой Советского Союза (15 мая 1975), заслуженный лётчик-испытатель СССР (23 сентября 1961), мастер спорта СССР международного класса (1969), подполковник (1975).

## Биография
Родился 22 апреля (5 мая) 1909 года в губернском городе Баку Российской империи. Армянин. В 1926 году окончил Бакинский промышленно-экономический техникум и консерваторию. В 1927—1929 годах учился в Азербайджанском политехническом институте. В 1932 году окончил Ленинградский институт инженеров ГВФ. В 1932 году работал инженером в Главном Управлении ГВФ, в 1932—1933 годах — в Ленинградском институте инженеров ГВФ.
В 1934 году окончил Батайскую лётную школу ГВФ. В 1934—1935 — лётчик-инструктор Ленинградского института инженеров ГВФ. В 1935—1941 годах работал пилотом в Гражданском воздушном флоте (Московское управление, в 1938—1940 годах — в Китае). В армии с июня 1941 года.
Участник Великой Отечественной войны: в ноябре 1941-марте 1943 — командир отряда Московской особой авиагруппы Управления ГВФ. Совершил 57 боевых вылетов: для заброски разведчиков в глубокий тыл противника (14 вылетов), доставки грузов партизанам (18 вылетов), а также на линию фронта для доставки боеприпасов и вывозке раненых (25 вылетов).
28 января 1942 года самолёт под управлением Р. И. Капрэляна, выполнявший рейс в район Бухареста, из-за сильнейшего обледенения упал в районе города Кривой Рог (Днепропетровская область, Украина). Экипаж попал в плен и был помещён в лагерь в городе Николаев (Украина). В августе 1942 года Р. И. Капрэлян совершил побег и пробрался к партизанам (район города Овруч Житомирской области), где воевал до 23 октября 1942 года, когда его на самолёте вывезли в Москву. Вернулся в полк и с 10 марта 1943 года продолжал выполнять вылеты на линию фронта для доставки боеприпасов и вывоза раненых.
В марте-мае 1943 года прошёл переподготовку в Лётном центре АДД. В мае 1943-феврале 1944 — инспектор по технике пилотирования 73-й вспомогательной авиационной дивизии (Авиация дальнего действия). Выпускал лётчиков на самолётах С-47 и Ли-2. В марте 1944-мае 1945 — командир 89-го транспортного авиационного полка (АДД). Перегонял на фронт самолёты С-47, B-25 и Ли-2, перевозил грузы и раненых. Всего за время войны совершил 112 боевых вылетов в тыл врага и на линию фронта. С октября 1945 года майор Р. И. Капрэлян — в запасе.
В 1945—1947 годах работал пилотом в Гражданском воздушном флоте (Московские управление), в июне-сентябре 1947 — заместителем начальника авиауправления Гидрометслужбы.
В 1947—1950 — лётчик-испытатель Лётно-исследовательского института. Провёл испытания винтов мотора АШ-73 на самолёте Ту-4; испытания бомбардировщика Ту-4 в условиях обледенения, испытания радиолокационного оборудования по слепой посадке. Повёл ряд испытательных работ на самолётах B-25, Ли-2 и Ту-2.
В 1950—1952 — лётчик-испытатель авиазаводе № 82 (Тушино); испытывал серийные учебно-тренировочные бомбардировщики УТБ. В 1952—1953 годах в связи с переходом завода на выпуск троллейбусов, начал проводить ходовые испытания троллейбусов.
В 1953—1968 — лётчик-испытатель ОКБ М. Л. Миля. Поднял в небо и провёл испытания вертолётов Ми-4ВМ (1953), Ми-6 с двигателем ТВ-2М (1957), Ми-6 с двигателем Д-25В (1959) и Ми-10 (1960), первого серийного вертолёта Ми-10 производства Ростовского вертолётного завода (1964), вертолёта Ми-10К (1966). Провёл испытания по отработке посадок вертолёта Ми-6 на режиме авторотации (1961), участвовал в испытаниях вертолётов Ми-4, Ми-8, Ми-2 и их модификаций.
За мужество и героизм, проявленные в годы Великой Отечественной войны и при испытании новой авиационной техники, указом Президиума Верховного Совета СССР от 15 мая 1975 года Рафаилу Ивановичу Капрэляну присвоено звание Героя Советского Союза с вручением ордена Ленина и медали «Золотая Звезда».

Могила Капрэляна на Кунцевском кладбище Москвы.

Жил в Москве. Умер 12 июля 1984 года. Похоронен на Кунцевском кладбище в Москве.

## Мировые авиационные рекорды
Установил 8 мировых авиационных рекордов (из них 1 — вторым пилотом):
- 25 апреля 1956 года — рекорд грузоподъёмности на вертолёте Ми-4: высота с грузом 2 тонны (6018 м);
- 29 апреля 1956 года — рекорд скорости (вторым пилотом) на вертолёте Ми-4: скорость на 500-км замкнутом маршруте (187,25 км/ч);
- 30 октября 1957 года — 2 рекорда грузоподъёмности на вертолёте Ми-6: высота с грузом 10 000 кг (2432 м) и максимальный груз, поднятый на высоту 2000 м (12 004 кг);
- 16 апреля 1959 года — рекорд грузоподъёмности на вертолёте Ми-6: высота с грузом 10 000 кг (4885 м);
- 13 сентября 1962 года — 3 рекорда грузоподъёмности на вертолёте Ми-6: высота с грузом 15 000 и 20 000 кг (2738 м), а также максимальный груз, поднятый на высоту 2000 м (20 117 кг).

## Награды
- Герой Советского Союза (15.05.1975);
- 2 ордена Ленина (6.12.1949, 15.05.1975);
- орден Красного Знамени (2.04.1943);
- орден Отечественной войны 1-й степени (22.09.1944);
- 2 ордена Трудового Красного Знамени (31.07.1948, 12.07.1957);
- 2 ордена Красной Звезды (26.11.1941, 1.12.1943);
- орден «Знак Почёта» (31.07.1961);
- медаль «За боевые заслуги» (3.11.1944);
- другие медали.

## Почётные звания
- Заслуженный лётчик-испытатель СССР (23.09.1961).
- Мастер спорта СССР международного класса (1969).